# خالد الطاحوس
خالد الطاحوس من مواليد (1974) عضو مجلس الأمة الكويتي 2009 - 2012 حاصل على شهادة الهندسة الميكانيكية من الولايات المتحدة الأمريكية.

## نبذة شخصية
خالد مشعان منيخر الطاحوس العجمي عمل مهندس مشاريع في الهيئة العامة للصناعة وكان رئيس الاتحاد العام لنقابات عمال الكويت ورئيس نقابة العاملين في الهيئة العامة للصناعة وعضو جمعية الصحافيين الكويتية وجمعية التنمية الديموقراطية.

## انتخابات مجلس الامة
| الانتخابات           | الدائرة الانتخابية | المركز        | عدد الأصوات | النتيجة |
| -------------------- | ------------------ | ------------- | ----------- | ------- |
| انتخابات 2009        | الدائرة الخامسة    | المركز السادس | 14,103 صوت  | فاز     |
| انتخابات فبراير 2012 | الدائرة الخامسة    | المركز الثاني | 22,748 صوت  | فاز     |